# Caribou (album)
Pour les articles homonymes, voir Caribou (homonymie).
Albums de Elton John
Goodbye Yellow Brick Road
(1973) Captain Fantastic and the Brown Dirt Cowboy
(1975)
Singles
1. Don't Let the Sun Go Down on Me
Sortie : 20 mai 1974
2. The Bitch Is Back
Sortie : 3 septembre 1974

Caribou est le huitième album studio d'Elton John, sorti en 1974. 
Caribou est le quatrième album d'Elton John d'affilée à se classer no 1 des ventes aux États-Unis, et le troisième au Royaume-Uni.

## Enregistrement
Elton John raconte que l'enregistrement a été très rapide. Il a lieu en janvier 1974 en 9 jours seulement. Il ajoute que ses musiciens et lui ont travaillé avec énormément de pression car l'album devait être fini avant sa tournée japonaise. Le producteur Gus Dudgeon rajoute ensuite des choeurs, des cuivres et des effets,.
Le titre de l'album fait référence au Caribou Ranch (en), un studio situé près de Nederland, dans le Colorado, où une partie de l'album a été enregistrée.

## Titres
Toutes les chansons sont écrites par Bernie Taupin et composées par Elton John, sauf mention contraire.

### Face 1
1. The Bitch Is Back – 3:44
2. Pinky – 3:54
3. Grimsby – 3:47
4. Dixie Lily – 2:54
5. Solar Prestige a Gammon – 2:52
6. You're So Static – 4:52

### Face 2
1. I've Seen the Saucers – 4:48
2. Stinker – 5:20
3. Don't Let the Sun Go Down on Me – 5:36
4. Ticking – 7:33

### Titres bonus
Les rééditions au format CD parues chez Mercury (1995) et Rocket (1996) comprennent quatre titres bonus. Sick City et Cold Highway sont les faces B des 45-tours Don't Let the Sun Go Down on Me et The Bitch Is Back respectivement. Step into Christmas est une chanson de Noël parue en 45-tours en novembre 1973. Enfin, Pinball Wizard est une reprise des Who enregistrée pour le film Tommy, dans lequel Elton John interprète un champion de flipper en compétition avec Tommy.
1. Pinball Wizard (Pete Townshend) – 5:09
2. Sick City – 5:23
3. Cold Highway – 3:25
4. Step into Christmas – 4:32

## Musiciens

### Elton John Band
- Elton John : chant, piano, orgue Hammond (9)
- Davey Johnstone : guitare acoustique, guitare électrique, mandoline, chœurs
- Dee Murray : basse, chœurs
- Nigel Olsson : batterie, chœurs
- Ray Cooper : tambourin, congas, sifflets, vibraphone, caisse claire, castagnettes, tubular bells, maracas

### Personnel additionnel
- David Hentschel : synthétiseur ARP (2, 5, 10), Mellotron (9)
- Chester D. Thompson : orgue Hammond (8)
- Lenny Pickett : saxophone ténor solo (1), saxophone soprano solo (4, 5), clarinette (5)
- Section de cuivres Tower of Power : (1, 6, 8, 9)
  - Emilio Castillo – saxophone ténor
  - Steve Kupka – saxophone baryton
  - Lenny Pickett – saxophone ténor et soprano, clarinette
  - Mic Gillette – trombone, trompette
  - Greg Adams – trompette, arrangements des cuivres (1, 6, 8)
- Del Newman : arrangements des cuivres (9)
- Sherline Matthews : chœurs (1)
- Jessie Mae Smith : chœurs (1)
- Dusty Springfield : chœurs (1)
- Clydie King : chœurs (1, 6)
- Billy Hinsche : chœurs (9)
- Bruce Johnston : chœurs (9)
- Toni Tennille : chœurs (9)
- Carl Wilson : chœurs (9), arrangements des chœurs (9)
- Daryl Dragon : arrangements des chœurs (9)

## Classements et certifications
| Pays et classement                 | Meilleure position |
| ---------------------------------- | ------------------ |
| Australie - Kent Music Report      | 1                  |
| Canada - RPM Albums Chart          | 1                  |
| Danemark                           | 1                  |
| Finlande - Suomen virallinen lista | 2                  |
| Italie                             | 8                  |
| Japon - Oricon                     | 2                  |
| Nouvelle-Zélande                   | 2                  |
| Norvège - VG-lista                 | 6                  |
| Espagne                            | 4                  |
| Suède                              | 3                  |
| Royaume-Uni - UK Albums Chart      | 1                  |
| États-Unis - Billboard 200         | 1                  |
| Allemagne de l'Ouest               | 30                 |
| Yougoslavie                        | 5                  |

| Pays et classements (1974)      | Position           |
| ------------------------------- | ------------------ |
| Australie                       | 4                  |
| Canada                          | 7                  |
| Italie                          | 45                 |
| Royaume-Uni                     | 15                 |
| États-Unis - Billboard Year-End | 65                 |
| Pays et classement (1975)       | Meilleure position |
| États-Unis - Billboard Year-End | 77                 |

| Pays              | Certification |
| ----------------- | ------------- |
| Royaume-Uni (BPI) | Or            |
| États-Unis (RIAA) | 2 × Platine   |